# Nezumia atlantica
Nezumia atlantica es una especie de pez de la familia Macrouridae en el orden de los Gadiformes.

## Morfología
• Los machos pueden llegar alcanzar los 45 cm de longitud total.

## Hábitat
Es un pez de aguas profundas que vive entre 366-1.097 m de profundidad.

## Distribución geográfica
Se encuentra en las aguas tropicales del  Atlántico occidental central.